# Neogomphus molestus
Neogomphus molestus är en trollsländeart som först beskrevs av Hagen in Selys 1854.  Neogomphus molestus ingår i släktet Neogomphus och familjen flodtrollsländor. Inga underarter finns listade i Catalogue of Life.